# Orai
Orai(hindi:उरई) és una ciutat i municipalitat d'Uttar Pradesh, capital del districte de Jalaun (a la divisió de Jhansi) i del tehsil d'Orai. Està propera a Kanpur i a Jhansi, a 25° 59′ N, 79° 28′ E / 25.98°N,79.47°E. Consta al cens del 2001 amb 139.444 habitants. El 1901 tenia 8.458 habitants. Fou designada capital del nou districte de Jalaun el 1839 per la seva posició a la carretera entre Kanpur i Saugor, i era només un grup de cabanes. La municipalitat es va formar el 1871.

## Llocs interessants
- Mansa Puran Hanuman Mandir
- Siddh vinayk ganpati peetham (badi holi sthan)
- Mansan Mata Mandir, Tilak Nagar
- Gurudawara Singh sabha, Rath Road
- Radha Krisna Madir, Galla Mandi
- Sankata Mata Mandir, Rath Road
- Thadeshwari Mandir,New Patel Nagar
- Sankat Mochan Mandir
- Hulki Mata Mandir
- Badi Mata Mandir
- Sheetla Mata Mandir
- Badi Masjid, Azad Nagar
- Jama Masjid, Ballabh Nagar
- Amar Jyoti Niwas (església catòlica des de 1995)
- Shiv Mandir, Shanti Nagar
- Tri Mandir, Kurmi Colony
- Madarasa Jamia Farooqiya-Bashirul-Uloom
- Chacha ji ki Samadi
- Beri Baba ki Mazar
- Maa Kali Sidhapith, Marora
- Chitragupta mandir
- Laxmi mandir
- Mukundeshwara mandir